# Psychotria pubilimba
Psychotria pubilimba là một loài thực vật có hoa trong họ Thiến thảo. Loài này được Quisumb. miêu tả khoa học đầu tiên năm 1930.